# Municipio de Sauk Valley
El municipio de Sauk Valley (en inglés: Sauk Valley Township) es un municipio ubicado en el condado de Williams en el estado estadounidense de Dakota del Norte. En el año 2010 tenía una población de 60 habitantes y una densidad poblacional de 0,65 personas por km².

## Geografía
El municipio de Sauk Valley se encuentra ubicado en las coordenadas 48°35′1″N 102°56′39″O / 48.58361, -102.94417. Según la Oficina del Censo de los Estados Unidos, el municipio tiene una superficie total de 92.6 km², de la cual 92,13 km² corresponden a tierra firme y (0,5 %) 0,46 km² es agua.

## Demografía
Según el censo de 2010, había 60 personas residiendo en el municipio de Sauk Valley. La densidad de población era de 0,65 hab./km². De los 60 habitantes, el municipio de Sauk Valley estaba compuesto por el 98,33 % blancos, el 1,67 % eran asiáticos. Del total de la población el 0 % eran hispanos o latinos de cualquier raza.